# Une femme disparaît (film, 1942)
Pour les films homonymes, voir Une femme disparaît (homonymie).
Pour plus de détails, voir Fiche technique et Distribution.
Une femme disparaît est un film suisse réalisé en 1941 par Jacques Feyder, sorti en 1942 en Suisse et en 1946 en France.
Il s'agit du dernier film du réalisateur français d'origine belge : il a été tourné en Suisse alors que la France était occupée, mais la production et les acteurs sont principalement français.

## Synopsis
Une chanteuse d’opéra dont la popularité s'effrite se suicide. La police est incapable de l'identifier. Une paysanne, une institutrice, la femme d'un batelier sont interrogées, affirmant toutes qu'elles connaissaient la défunte.

## Fiche technique
- Titre : Une femme disparaît
- Réalisation : Jacques Feyder
- Scénario : Jacques Feyder, d'après la nouvelle de Jacques Viot
- Dialogues : Pierre Laroche
- Photographie : Michel Kelber
- Décors : Jean d'Eaubonne
- Musique : Hans Haug
- Production : D.F.G.
- Pays de production :  Suisse
- Durée : 104 minutes
- Date de sortie[2] :
  - Suisse : 25 avril 1942 (cantons francophones)
  - Suisse : 12 septembre 1942 (cantons germanophones)
  - Danemark : 17 janvier 1944[3]
  - France : 27 août 1946 (ou 29 août 1946[4])

## Distribution
- Claude Dauphin : Robert Chardin
- Thérèse Dorny : Lucie Delvé, la directrice d'école
- Françoise Rosay : la chanteuse Fanny Helder, et d'autres personnages
- Henri Guisol : Lucien Barcy
- Ettore Cella : Giacomo Caretti, le batelier
- Jean Nohain : le commissaire Michel
- Jeanne Provost : Mme Chardi-de-Reuilly